# Centrale nucléaire de Ste Lucie
La centrale nucléaire de Ste Lucie est située à Hutchinson Island South près de Fort Pierce dans le comté de Sainte-Lucie en Floride.

## Description
La centrale de Ste Lucie est équipée de deux réacteurs à eau pressurisée (REP) identiques construits par Combustion Engineering :
- Ste Lucie 1 : 839 MWe, mise en service en 1976 pour 40 ans, puis 60 ans (2036).
- Ste Lucie 2 : 839 MWe, mise en service en 1983 pour 40 ans, puis 60 ans (2043).

C'est la compagnie Florida Power & Light qui avait lancé la construction en 1976 et qui continue aujourd'hui à détenir et exploiter cette centrale.

C'est en 2003 que la NRC (Nuclear Regulatory Commission) a autorisé une prolongation de la licence d'exploitation de 20 ans pour les deux unités.